# La Terreur et la Vertu
Pour plus de détails, voir Fiche technique et Distribution.
La Terreur et la Vertu est un téléfilm français en deux parties réalisé par Stellio Lorenzi et diffusé en 1964. Il appartient à la série La caméra explore le temps.
Le téléfilm se déroule durant la Révolution française. La première partie est consacrée à Georges Jacques Danton et la seconde à Maximilien Robespierre.

## Synopsis

### Première partie:Danton
Alors qu'en mars 1793 la Révolution française se durcit, Danton, chef de file des « Indulgents », reste partisan d'une politique d'apaisement. De novembre 1793 à avril 1794, Le comité de salut public, soucieux de préserver les acquis de la Révolution, envoie successivement à la guillotine un grand nombre de membres de la Convention. Danton n'y échappera pas.

### Seconde partie:Robespierre
D'avril à juillet 1794, Robespierre est de plus en plus affaibli au sein du comité de salut public, ces seuls alliés sont Saint-Just et Couthon. Il tente d'instaurer son idéal, fondé sur la vertu, et en temps de crise révolutionnaire, sur la Terreur. En mai, il institue le culte de l'Être Suprême. Mais ses nombreux ennemis lui reprochent d'établir une dictature pour son propre compte et, le 27 juillet 1794, Robespierre est arrêté avec Saint-Just et Couthon.

## Fiche technique
- Titre original : La Terreur et la Vertu
- Réalisation : Stellio Lorenzi
- Scénario : Stellio Lorenzi et Alain Decaux
- Photographie : Roger Dormoy et Marcel Weiss
- Décors : Jacques Chalvet
- Costumes : Monique Dunan
- Production : André Castelot et Alain Decaux
- Société de production : Office de radiodiffusion-télévision française
- Pays de production :  France
- Langue originale : français
- Format : Noir et blanc - 16 mm
- Durée : 118 minutes + 136 minutes (1 h 58 + 2 h 15)
- Genre : Film historique
- Date de diffusion : 
  - Première partie : Danton : 10 octobre 1964
  - Seconde partie : Robespierre : 17 octobre 1964

## Distribution
- Jean Négroni : Maximilien Robespierre
- Jacques Ferrière : Georges Jacques Danton
- Denis Manuel : Louis Antoine de Saint-Just
- Roger Crouzet : Camille Desmoulins
- Étienne Bierry	: Jacques-Nicolas Billaud-Varenne
- Roland Ménard : Georges Couthon
- Maurice Bourbon : Robert Lindet
- André Thorent : Bertrand Barère
- William Sabatier : Jean-Marie Collot d'Herbois
- Alain Nobis : Fabre d'Églantine
- François Maistre : Jacques-René Hébert
- Cécile Vassort : Louise Danton
- Jacques Mignot : Lazare Carnot
- Rolande Cabanis : Lucile Desmoulins
- Pierre Asso : Marc-Guillaume-Alexis Vadier
- Claude Debord : Joseph Fouché
- Jacques Brassat : Paul Barras
- Étienne Sevral : Jean-Lambert Tallien
- Alain MacMoy : Louis Marie Stanislas Fréron
- Maurice Travail : Le président des Jacobins
- Dominique Bernard : Le curé Roullard
- Max Amyl : Louis Legendre
- Francis Lax : Pierre-Gaspard Chaumette
- Paul Bonifas : Maurice Duplay
- Yvon Sarray : Pierre-Toussaint Durand de Maillane
- Martine Vatel : Élisabeth Le Bas, sœur d'Éléonore Duplay
- Andrée Tainsy : Françoise-Éléonore Vaugeois, l'épouse de Duplay
- Pierre Santini : Philippe-François-Joseph Le Bas
- Louis Arbessier : François-Antoine de Boissy d'Anglas
- Rosita Fernández : Éléonore Duplay
- Hervé Gatineau : Antoine Danton
- Jacques Bretonnière : Pierre Philippeaux
- Claude Leblond : Augustin Robespierre
- Jacques Lalande : Hermann
- Jean Lanier : Antoine Fouquier-Tinville
- Michel Trévières : Général Hanriot
- Etienne De Swarte : Laflotte

## Production
La teneur de ces deux épisodes de La caméra explore le temps suscita de vives polémiques en interne. Selon Gérard Streiff, le directeur de l'ORTF Claude Contamine s'est montré opposé au scénario de Stellio Lorenzi et a tenté en vain de mobiliser des historiens pour empêcher la diffusion du téléfilm.

## Accueil
Le téléfilm a battu des records d'audience. Avec 75 % de part de marché, il est l'un des plus grands succès de la série La caméra explore le temps. D'après l'ouvrage La Télévision dans la République, il a contribué à valoriser l'image de Robespierre, ayant inspiré de la sympathie à 63 % des sondés

« La Caméra explore le temps ne s'adresse pas à un public de spécialistes. Et l'on voit bien là pourquoi sa formule ne peut pas évoluer. Reste que cette formule est parfaitement au point. La reconstitution en images, par son condensé dramatique et ses moments forts, nous a rendu l'essentiel du drame vaste et mouvant où s'entre-déchirent hébertistes, dantonistes et robespierristes. On regrettera toutefois que Danton ait été décrit d'une manière assez schématique. »

— Jacques Siclier dans Le Monde

## DVD
Comme le reste des épisodes de La caméra explore le temps, La Terreur et la Vertu est édité chez L.C.J. Editions Productions.
- La Caméra explore le temps : La Terreur et la vertu : Danton sorti en DVD le 9 février 2004[5].
- La Caméra explore le temps : La Terreur et la vertu : Robespierre sorti en DVD le 9 février 2004 avec en suppléments des biographies[6].

### Vidéographie
- « La Terreur et la Vertu : Danton », sur ina.fr, Institut national de l'audiovisuel (INA).
- « La Terreur et la Vertu : Robespierre », sur ina.fr, Institut national de l'audiovisuel (INA).